# Grugatrasse

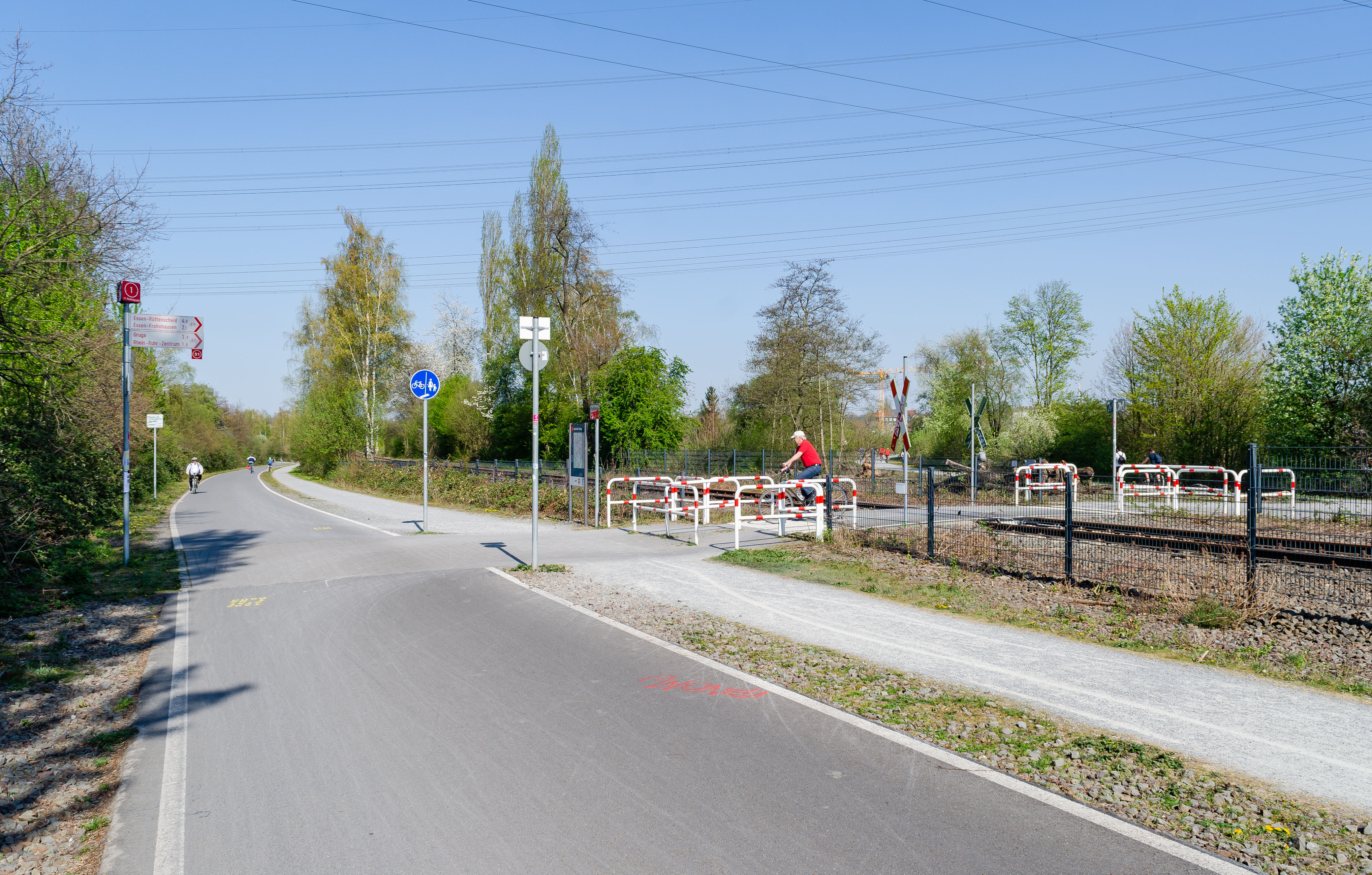
Abzweig- und Beginn der Grugatrasse am Radschnellweg Ruhr (RS1)

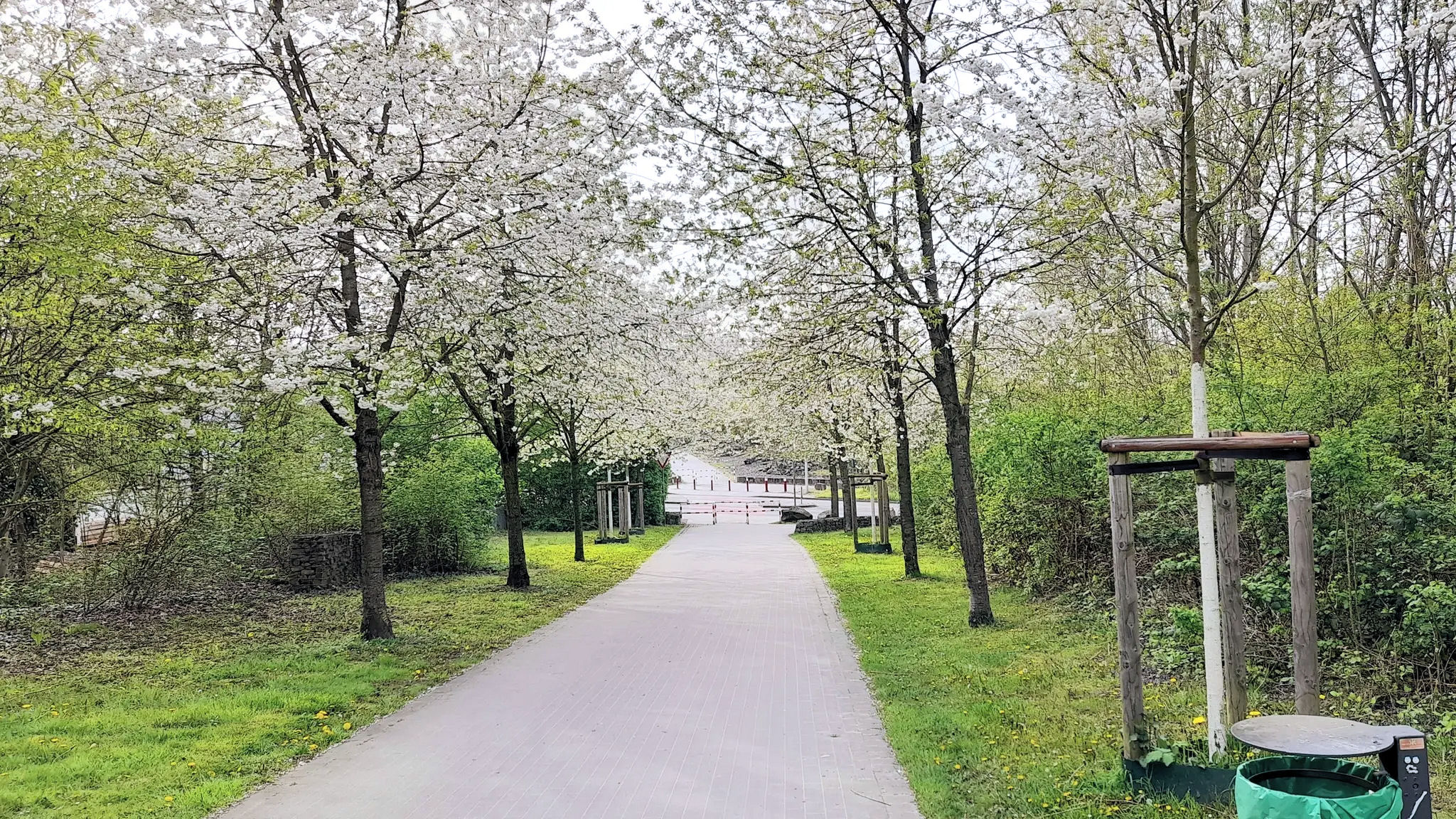
Grugatrasse, Übergang am Frohnhauser Weg

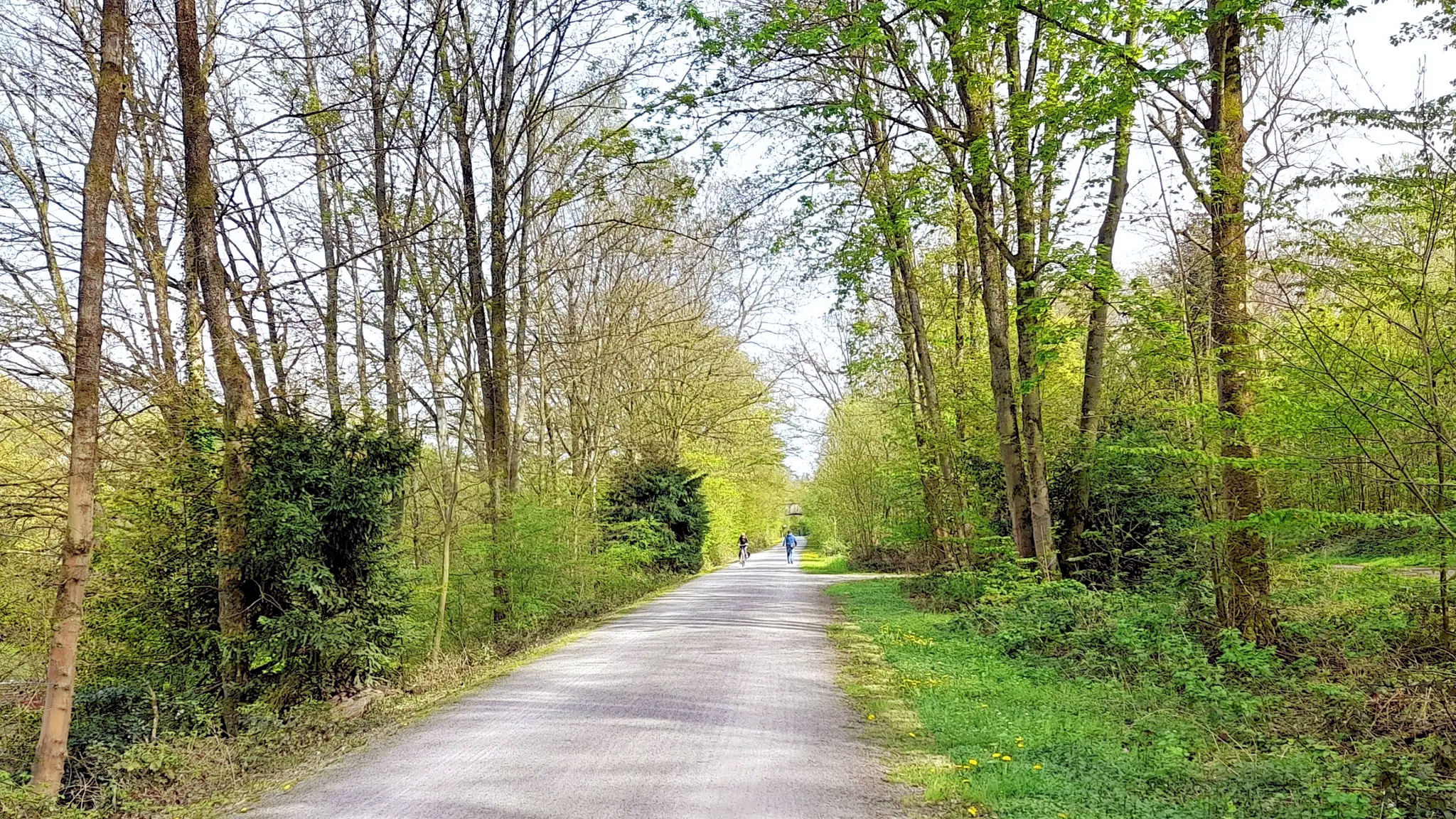
Grugatrasse, Blick nach Osten Richtung Margarethenhöhe

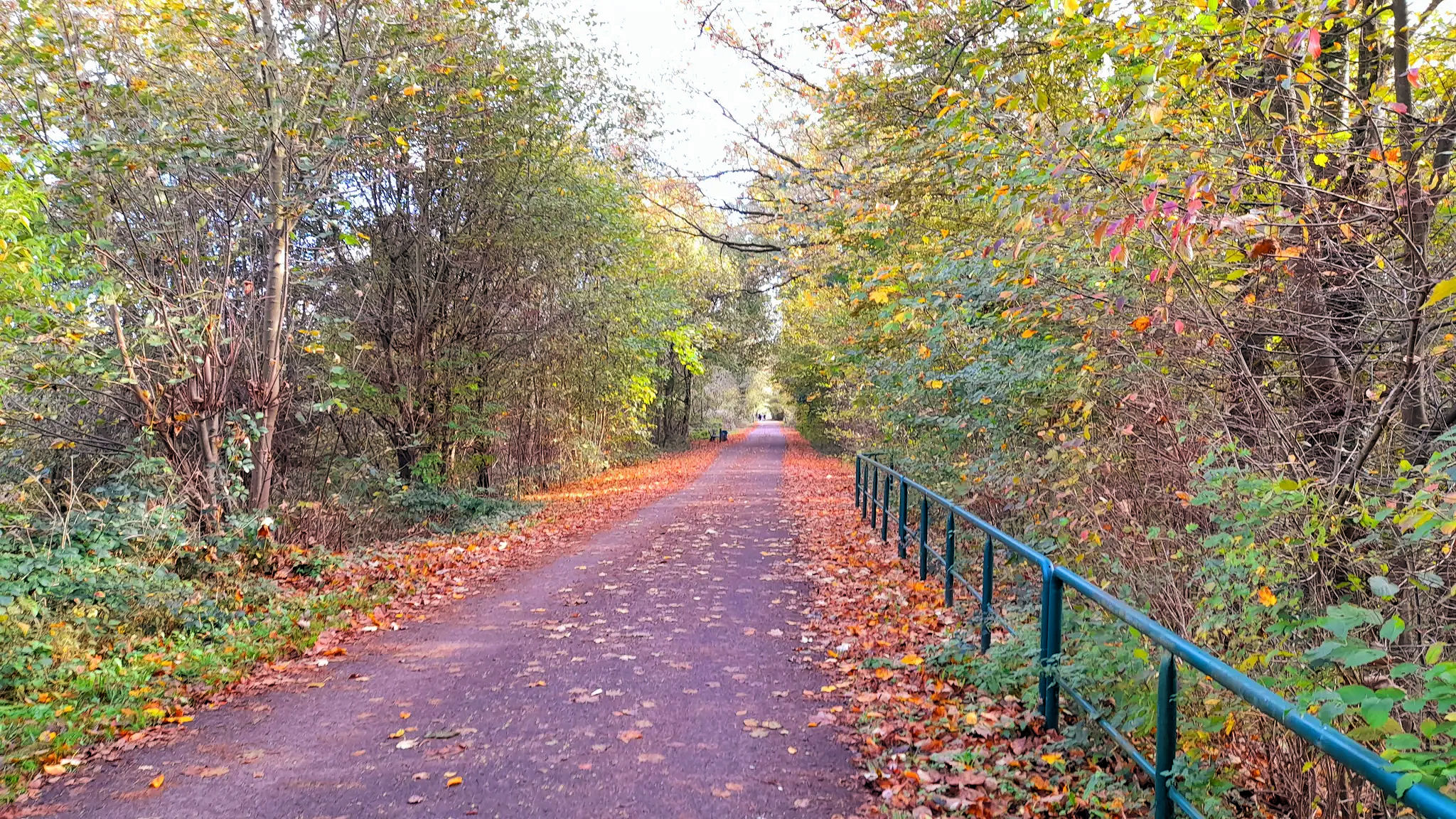
Grugatrasse in Rellinghausen

Die Grugatrasse, auch Grugaweg genannt, ist ein rund elf Kilometer langer Fuß- und Radweg auf dem Bahnkörper der ehemaligen Bahnstrecke Mülheim-Heißen–Altendorf (Ruhr). Sie verbindet von West nach Ost Mülheim an der Ruhr-Heißen mit Essen-Steele und damit den Radschnellweg Ruhr (RS1) mit dem Ruhrtalradweg.

## Charakter
Als Teil des Radnetzes NRW und des Hauptroutennetzes der Stadt Essen ist die Grugatrasse mit durchschnittlich etwa 2500 bis 3000 Radfahrenden täglich die meistbefahrene Radwegeverbindung im Essener Stadtgebiet. Damit ist sie in das Knotenpunktsystem des Regionalverbands Ruhr eingebettet.
Im westlichen Verlauf bis zum  Grugaparkeingang Orangerie hat die Grugatrasse eine wassergebundene Oberfläche mit feinem Splitt, der östliche Teil ist durchweg asphaltiert. Das Höhenprofil zeigt einen Anstieg jeweils von westlicher und östlicher Richtung nach Rüttenscheid von rund 50 Höhenmetern auf. Der höchste Punkt liegt nahe dem Abzweig zur Messe Essen auf etwa 105 m ü. NHN. Eine thematische Ausschilderung  oder ein Piktogramm des Radwegs gibt es nicht.

## Chronik
Die Bahnstrecke Mülheim-Heißen–Altendorf (Ruhr) wurde zwischen 1872 und 1879 von der Rheinischen Eisenbahn-Gesellschaft für den Abtransport von Kohle aus den Bergwerken im östlichen Essener Ruhrtal gebaut. Ab 1879 gab es auch Personenverkehr, der 1965 eingestellt wurde. 1979 folgte auch die Einstellung des Güterverkehrs zwischen Rellinghausen und Steele, 1999 der zwischen Rüttenscheid und Heißen. Schließlich wurde die gesamte Bahntrasse 2001 stillgelegt.
Bereits 1998 wurde der östliche Streckenteil zwischen Rüttenscheid und Bergerhausen zum Radweg umgebaut. 2004 folgte der etwa 800 Meter lange Abschnitt zwischen Rüttenscheid und Külshammerweg nahe dem heutigen Hundertwasserhaus der McDonald’s Kinderhilfe mit einer Breite von 3 bis 3,50 Meter. Diese beiden Teilstrecken wurden zunächst mit einer wassergebundenen Oberfläche versehen und die Strecke zwischen Grugaparkeingang Orangerie und Bergerhausen 2014 asphaltiert, wobei es im Bereich des heutigen Messeparkplatzes bei einer wassergebundenen Oberfläche blieb. 2005 folgte der Umbau der westlichen Trasse bis Heißen, zunächst bis zum Frohnhauser Weg, wobei die Oberfläche 2020 erneuert wurde. Das letzte noch fehlende Teilstück mit Anbindung an die Rheinische Bahn, heute Radschnellweg RS1, erfolgte schließlich im Mai 2015. Die einstige Bahnbrücke über den Frohnhauser Weg wurde abgerissen, so dass Radfahrer heute diese Straße queren müssen.

## Verlauf

### Westteil zwischen Heißen und Rüttenscheid
Die Grugatrasse zweigt nahe des ehemaligen Bahnhofs Mülheim-Heißen nach Südwesten vom Radschnellweg RS1 ab (Knotenpunkt 1). Kurz darauf muss in Mülheim-Heißen die Straße Frohnhauser Weg gekreuzt werden. Nach Unterquerung der Bundesautobahn 40 bildet die Grugatrasse zunächst die Grenze zwischen den Essener Stadtteilen Frohnhausen und Fulerum und danach zwischen Holsterhausen und Margarethenhöhe, wobei sie südlich entlang des Borbecker Mühlenbachs verläuft. Zwischen Fulerum und der Margarethenhöhe kann man südlich ins Nachtigallental abbiegen um den Halbachhammer zu erreichen. Westlich des unterquerten Viadukts zur Margarethenhöhe gab es einst den Bahnhof Margarethenhöhe, von dem keine Überreste mehr erkennbar sind. Nachdem die Grugatrasse in weiterhin östlicher Richtung Rüttenscheid erreicht hat, befindet sich südlich das Hundertwasserhaus im der Gugatrasse namensgebenden Grugapark. Das bunte Haus ist ein Zuhause auf Zeit für die Familien schwer kranker Kinder, die im benachbarten Universitätsklinikum Essen behandelt werden. Der Radweg führt nun unmittelbar am Grugaparkeingang Orangerie vorbei sowie am gegenüberliegenden Universitätsklinikum. Nach Unterquerung der Bundesstraße 224 (hier Alfredstraße) und der Rüttenscheider Straße passiert die Grugatrasse das Gelände des ehemaligen Bahnhofs Rüttenscheid, das heute bei Bedarf als Parkplatz der nahe gelegenen Messe Essen und der Grugahalle dient.

### Ostteil zwischen Rüttenscheid und Steele
Im Bereich des ehemaligen Bahnhofs Rüttenscheid hat man Anschluss an den im Dezember 2023 freigegebenen und 860 Meter langen Radweg Rommenhöller Gleis, der von der Veronikastraße über eine Brücke über die Wittenbergstraße führt und kreuzungsfrei bis zur Brücke an der A52-Anschlussstelle Essen-Süd verläuft. Es handelt sich um eine bis zum Anfang der 1980er Jahre genutzte Werksbahntrasse der Kohlensäurewerke C. G. Rommenhöller, Niederlassung Essen.
Vom ehemaligen Rüttenscheider Bahnhofsgelände aus kreuzt die Grugatrasse in westlicher Richtung zunächst die Walpurgisstraße. Hier liegt südlich die Krupp-Siedlung Altenhof II. Dann führt die Grugatrasse über eine Brücke über die Bundesautobahn 52 und die Wittenbergstraße weiter in den Essener Stadtteil Stadtwald, wo südlich das Uhlenkrugstadion liegt. Danach unterquert der Radweg die Bahnstrecke Essen-Werden-Essen, die heute von der S-Bahn-Linie S6 bedient wird. Weiter nach Westen erreicht die Trasse den Stadtteil Rellinghausen. Südlich liegt, vom Weg aus sichtbar, die Pfarrkirche St. Lambertus, deren Geschichte als Stiftskirche ins 10. Jahrhundert zurück reicht. Dann passiert die Grugatrasse den ehemaligen Bahnhof Rellinghausen, von dem nur noch ein paar Bahnsteigkanten erkennbar sind. Über eine Brücke überführt die Grugatrasse nun die Straße St. Annental, über die in wenigen hundert Metern die denkmalgeschützte  St.-Anna-Kapelle erreicht werden kann. Im weiteren Verlauf unterquert die Grugatrasse die Bundesstraße 227 (hier Ruhrallee), wobei sie den Stadtteil Bergerhausen und damit das Ruhrtal erreicht. Hier, ab dem Knotenpunkt 51 nahe der regional bekannten ehemaligen Gaststätte Zornige Ameise, wird sie bis zur Kurt-Schumacher-Brücke in Steele Teil des überregionalen Ruhrtalradwegs.

## Zukunft
Am 2. Mai 2023 empfahl der Ausschuss für Umwelt, Klima- und Verbraucherschutz der Stadt Essen den Ausbau des etwa fünf Kilometer langen östlichen Teilstückes zwischen der A52-Brücke und dem Knotenpunkt 51, sowie darüber hinaus den Teil bis zur Kurt-Schumacher-Brücke in Steele. Dabei soll der Weg durchgehend, entsprechend der örtlichen Gegebenheiten und dem Schutz von Natur und Landschaft, bis auf 6,50 Meter verbreitert werden, eine Trennlinie zwischen Fuß- und Radweg sowie reflektierende Begrenzungsstreifen erhalten. Zudem sollen Rast- und Informationspunkte aufgewertet sowie der Bereich an der ehemaligen Gaststätte Zornige Ameise als Abzweig des Radwegs zum Baldeneysee zum Rast- und Informationspunkt umgestaltet werden. Die Arbeiten an der Grugatrasse mit einem Investitionsvolumen von rund fünf Millionen Euro sollen in den Jahren 2024 und 2025 stattfinden. Es ist angedacht, den westlichen Teil der Grugatrasse zwischen Rüttenscheid und Mülheim-Heißen, der sich im Eigentum des Regionalverbands Ruhr befindet, im Anschluss auszubauen.